# Dilasag
Dilasag is een gemeente in de Filipijnse provincie Aurora op het eiland Luzon. Bij de laatste census in 2007 had de gemeente bijna 15 duizend inwoners.

## Geografie

### Bestuurlijke indeling
Dilasag is onderverdeeld in de volgende 11 barangays:
| - Diagyan - Dicabasan - Dilaguidi - Dimaseset - Diniog - Lawang | - Maligaya - Manggitahan - Masagana - Ura - Esperanza |

## Demografie
Dilasag had bij de census van 2007 een inwoneraantal van 14.833 mensen. Dit zijn 157 mensen (1,1%) meer dan bij de vorige census van 2000. De gemiddelde jaarlijkse groei komt daarmee uit op 0,15%, hetgeen lager is dan het landelijk jaarlijks gemiddelde over deze periode (2,04%). Vergeleken met de census van 1995 is het aantal mensen met 2.008 (15,7%) toegenomen.

De bevolkingsdichtheid van Dilasag was ten tijde van de laatste census, met 14.833 inwoners op 306,25 km², 48,4 mensen per km².